# Farlig Vandring
Farlig Vandring (Gevaarlijke wandeling) is het debuutmuziekalbum van de Noorse band Panzerpappa uit Oslo. Het album bestaat geheel uit instrumentale muziek, ongeveer gelijk aan Caravan gemixt met Van der Graaf Generator, met een vleugje humor erin. Het album is opgenomen in de Spendless Studio in Oslo.

## Musici
- Steinar Børve – toetsen, saxofoon;
- Trond Gjellum – slagwerk en percussie;
- Anders Kristian Krabberød – basgitaar;
- Jarle Storløkken – gitaar en toetsen.

## Composities
De vertaling van de titels naar het Nederlands is vanuit het Engels (die staan op de cd-hoes) om ze beetje te kunnen duiden:
1. Farlig Vandring (på tynt vann) (gevaarlijke wandeling op het water); (Panzerpappa)
2. Ellisoidick karusell (elliptoïde draaimolen) (Krabberød, Storløkken)
3. Utrygge trøfler (dwarse truffels) (Børve)
4. Agraphia (Krabberød)
5. Sykkelgnomflåtten (de Engelse vertaling luidt: The Bicycle Gnome Bug) (Børve)
6. Ompapaomompapa (ook hier Engels: Uhmpahpahuhmuhmpahpah) (Panzerpappa)